# Amàlia de Hessen-Darmstadt
Amàlia de Hessen-Darmstadt, va néixer Prenzlau, Alemanya, el 20 de juny de 1754 i va morir a Bruchsal el 21 de juny de 1832. Era filla del langravi Lluís IX de Hessen-Darmstadt i de la comtessa palatina Carolina de Zweibrucken-Birkenfeld.

## Matrimoni i fills
El 15 de juliol de 1775 Amàlia es va casar amb el seu cosí Carles Lluís, príncep hereu del Gran Ducat de Baden, fill de Carles Frederic I de Baden (1728-1811) i de Carolina Lluïsa de Hessen-Darmstadt (1723-1783). El matrimoni va tenir vuit fills:
- Amàlia (13 de juliol de 1776 – 26 d'octubre de 1823)
- Carolina (13 de juliol de 1776 – 13 de novembre de 1841) casada amb Maximilià I de Baviera (1756 – 1825) que el 1804 va esdevenir rei de Baviera.
- Lluïsa (24 de gener de 1779 – 6 de maig de 1826) casada amb el tsar Alexandre I de Rússia (1777 – 1825).
- Frederica (12 de març de 1781 – 25 de setembre de 1826) casada amb el rei Gustau IV Adolf de Suècia. Es van divorciar el 1812.
- Maria (7 de setembre de 1782 – 29 d'abril de 1808) casada amb el duc Frederic Guillem de Brunswick (1771 – 1815).
- Carles Frederic (13 de setembre de 1784 – 1 de març de 1785)
- Carles, Gran Duc de Baden (8 de juny de 1786 – 8 de desembre de 1818, casat amb Estefania de Beauharnais (1789 – 1860).
- Guillemina (10 de setembre de 1788 – 27 de gener de 1836) casada amb el seu cosí Gran Duc Lluís II de Hessen (1777 – 1848).